# Tačno u podne
Tačno u podne je antologija radio aforizma koju je priredio Perica Jokić, književnik i satiričar. Objavljena je u izdanju Novinsko izdavačkog udruženja Premović, Beograd, 1998. godine.

## Knjiga kao suvenir
Knjiga Tačno u podne predstavlja suvenir istoimenе emisije koja se dvadeset i dve godine emitovala na talasima Radio Beograda, a čiji voditelj je bio legendarni Milovan Ilić Minimaks. I sam saradnik u TUP TUP-u (popularniji naziv za Tačno u podne) Perica Jokić je, po ukidanju ove emisije, došao na ideju da dio programa sa radija prebaci u knjigu, i da tako, po rečima autora, napravi suvenir pomenute emisije.

## Izbor recenzenata
Recenzije za knjigu napisale su tri ključne „figure“ za ovu emisiju. Petar Popović koji je radio na popularizaciji emisije, Dejan Pataković, prvi i do kraja aktivni saradnik emisije koja je bila prava revolucija u izražavanju, a tu je i Milovan Ilić Minimaks koji je sve dobro osmislio i upakovao.

## Perica Jokić i TUP TUP
Perica Jokić saradnju sa TUP TUP-om počinje avgusta 1986. i tu će ostati do poslednjeg nastavka (decembra 1995) pojavljujući se u 309 emisija sa oko četiri stotine aforizama. U podnaslovu knjige piše Poslednjih deset godina TUP TUP-a, što, zapravo, predstavlja period u kojem je, svojim dosetkama i satirom, u kreiranju ove emisije učestvovao i Perica Jokić.

## Kritika
Rezultat Jokićeve saradnje sa TUP TUP-om je i ova divna knjiga u kojoj su, po oceni autora, najbolji aforizmi objavljeni u popularnoj emisiji u poslednjih deset godina njenog postojanja. Veliki, višegodišnji trud autrora se svakako isplatio ovom knjigom. Autoru čestitamo, a knjigu preporučujemo.

## Koncepcija knjige
Knjiga se sastoji od deset celina, po jedna za svaku zastupljenu godinu. Svaku celinu otvara karikatura i najbolji aforizam za tu godinu, a završava je vic bez veze. Autor karikatura je Perica Jokić, uz tri gostujuće karikature koje su na Jokićeve aforizme uradili M. Vuković i M. Sekerezović. Naslovnu stranu osmislio je Paić Damir. U knjizi je zastupljeno 97 aforističara sa 350 aforizama.

## Spoljašnje veze
Maksovizija, 63.emisija, promocija knjige Tačno u podne, Beograd
Knjiga preko radio talasa, Tačno u podne, 1986, 1/11
Minimaks zauvek, promocija knjige Tačno u podne, Kuća Đure Jakšića, Beograd, 3.11.2011.
Minimaks za nezaborav, prikaz događaja na sajtu Grad Kragujevac